# Holland i Påskesol
Holland i Påskesol er en dansk dokumentarfilm fra 1971 instrueret af Aksel Hald-Christensen.

## Handling
Rejsefilmfotografen Aksel Hald-Christensen besøger Holland i påsken og fortæller om landets seværdigheder og dets historie, de mange folkedragter og den multikulturelle befolkning. Han besøger storbyer som Amsterdam, med de mange kanaler og den smukke arkitektur, og den populære turistby Delft, hvor medlemmer af den hollandske kongelige familie er begravet, men også selvfølgelig blomsterparkerne, møllerne, miniaturebyer, forlystelsesparker og meget andet.